# Starstruck (série télévisée, 2021)
Pour les articles homonymes, voir Starstruck.
 (mai 2022).
La mise en forme du texte ne suit pas les recommandations de Wikipédia : il faut le « wikifier ».
Les points d'amélioration suivants sont les cas les plus fréquents. Le détail des points à revoir est peut-être précisé sur la page de discussion.
- Les titres sont pré-formatés par le logiciel. Ils ne sont ni en capitales, ni en gras.
- Le texte ne doit pas être écrit en capitales (les noms de famille non plus), ni en gras, ni en italique, ni en « petit »…
- Le gras n'est utilisé que pour surligner le titre de l'article dans l'introduction, une seule fois.
- L'italique est rarement utilisé : mots en langue étrangère, titres d'œuvres, noms de bateaux, etc.
- Les citations ne sont pas en italique mais en corps de texte normal. Elles sont entourées par des guillemets français : « et ».
- Les listes à puces sont à éviter, des paragraphes rédigés étant largement préférés. Les tableaux sont à réserver à la présentation de données structurées (résultats, etc.).
- Les appels de note de bas de page (petits chiffres en exposant, introduits par l'outil «  Source ») sont à placer entre la fin de phrase et le point final[comme ça].
- Les liens internes (vers d'autres articles de Wikipédia) sont à choisir avec parcimonie. Créez des liens vers des articles approfondissant le sujet. Les termes génériques sans rapport avec le sujet sont à éviter, ainsi que les répétitions de liens vers un même terme.
- Les liens externes sont à placer uniquement dans une section « Liens externes », à la fin de l'article. Ces liens sont à choisir avec parcimonie suivant les règles définies. Si un lien sert de source à l'article, son insertion dans le texte est à faire par les notes de bas de page.
- La présentation des références doit suivre les conventions bibliographiques. Il est recommandé d'utiliser les modèles {{Ouvrage}}, {{Chapitre}}, {{Article}}, {{Lien web}} et/ou {{Bibliographie}}. Le mode d'édition visuel peut mettre en forme automatiquement les références.
- Insérer une infobox (cadre d'informations à droite) n'est pas obligatoire pour parachever la mise en page.

Pour une aide détaillée, merci de consulter Aide:Wikification.
Si vous pensez que ces points ont été résolus, vous pouvez retirer ce bandeau et améliorer la mise en forme d'un autre article.
Starstruck est une série télévisée britannique comique créée et mettant en vedette Rose Matafeo, co-écrite avec Alice Snedden, réalisée par Karen Maine, et diffusée depuis le 25 avril 2021 sur BBC Three.
En France, la série est diffusée depuis [Quand ?] sur Canal+. Elle reste inédite dans les autres pays francophones.
La série a reçu un accueil critique positif,.

## Intrigue
Une comédie loufoque sur une femme néo-zélandaise d'une vingtaine d'années vivant à Hackney, à Londres, travaillant dans un cinéma et en tant que nounou. Après une aventure d'un soir la veille du Nouvel An, elle découvre qu'elle a couché avec une célèbre star de cinéma.

## Distribution

### Acteurs principaux
- Rose Matafeo[6] (VF : Vanessa Van-Geneugden) : Jessie
- Nikesh Patel (VF : Juan Llorca) : Tom Kapoor, un acteur de premier plan et l'intérêt amoureux de Jessie.
- Emma Sidi (VF : Youna Noiret) : Kate, la meilleure amie et colocataire de Jessie.

### Acteurs récurrents
- Al Roberts (VF : Antoine Levannier) : Ian, le petit ami de Kate
- Jon Pointing : Dan
- Joe Barnes (VF : Rémi Caillebot) : Joe
- Nic Sampson (VF : Xavier Couleau) : Steve
- Lola-Rose Maxwell (VF : Myrtille Bakouche) : Sarah
- Abraham Popoola (VF : Sourou Ouadodji) : Jacob
- Ambreen Razia (VF : Kahina Tagherset) : Shivani
- Nadia Parkes (VF : Marie Perret) : Sophie Diller
- Liz Kingsman : Liz
- Sindhu Vee (VF : Bénédicte Charton) : Sindhu (série 1)

### Invités
- Minnie Driver (VF : Marie Bouvier) : Cath, l'agent de Tom
- Constance Labbé : Clem[7],[8]

 Source et légende : version française (VF) sur RS Doublage

## Production
Emma Sidi et Rose Matafeo sont de vrais colocataires à Londres. L'idée de l'intrigue est venue en partie d'un groupe d'amis kiwis de Matafeo qui, un soir dans un pub londonien, ont rencontré un acteur majeur d'Hollywood et ont passé du temps avec lui toute la nuit. Le tournage devait commencer en mars 2020 mais a été reporté par la pandémie de Covid-19 jusqu'en octobre 2020.
HBO Max a annoncé que la série avait été renouvelé pour une deuxième série le 10 juin 2021, le jour de ses débuts sur le réseau de streaming. Russell Tovey a été annoncé comme nouveau membre de la distribution pour la deuxième série.

## Diffusion
La série 1 a commencé à être diffusée au Royaume-Uni le 26 avril 2021 sur BBC One, avec toute la série disponible à partir du 25 avril 2021 sur BBC iPlayer. Il a été diffusé sur TVNZ en Nouvelle-Zélande, ABC TV en Australie. La série 1 est sortie sur HBO Max le 10 juin 2021.

## Épisodes

### Première saison (2021)
Tous les épisodes sont réalisés par Karen Maine (en) et scénarisés par Rose Matafeo et Alice Snedden (en).
1. Bonne année !
2. Printemps
3. Été
4. Automne
5. Hiver
6. Joyeux Noël !

### Deuxième saison (2022)
Tous les épisodes sont réalisés par Jamie Jay Johnson et scénarisés par Rose Matafeo, Nic Sampson (en) et Alice Snedden.
1. Faux départ
2. La magie de Noël
3. Nouveau départ
4. Pour qui sonne le glas
5. Loufoque
6. Raisons et sentiments

### Troisième saison (2023)
Tous les épisodes sont réalisés par Rose Matafeo et Alice Snedden, et scénarisés par Rose Matafeo, Nic Sampson et Alice Snedden.
1. Vive les mariés
2. Strike
3. Déjà-vu
4. Petits secrets entre amis
5. Joyeux anniversaire
6. Félicitations

## Réception
La série a été acclamée par la critique. The Times l'a décrit comme « une comédie à l'ancienne, habilement conçue, débordante d'esprit et d'alchimie sexuelle. ». La première série détient un agrégateur de critiques à 100 % Rotten Tomatoes.